# Can Fortià
Can Fortià o Can Ramonet és una antiga masia, actualment usada simplement com a habitatge, a l'oest del nucli de Santa Maria de Besora (Osona).

## Arquitectura
Casa de planta quadrangular amb teulada de teula àrab de quatre vessants, planta i un sol pis. Té la façana principal al sud, on hi veiem una galeria a l'altura del pis. A la construcció original s'hi han afegit dos cossos els darrers anys, un a la part de ponent (un cobert) i un altre a llevant (un garatge), ambdós de totxanes. La casa és de pedra vista unida amb argamassa. A la part nord, afegit a l'estructura de la casa, hi podem veure un forn, situat a la cuina actual i que compleix una funció decorativa.

## Història
Aquesta construcció data de la segona meitat del segle xviii, concretament del 1767, segons es desprèn de la magnífica llinda que podem veure a la porta d'accés a la petita galeria del pis superior: "IESUS MARIA / FORTIA CAMPAS / ME HA FET / 1767". Des de llavors la casa ha estat objecte de reformes al seu interior, amb l'habilitació de la planta baixa per a l'habitatge. Actualment és una de les poques cases de Santa Maria de Besora que encara conserva, per bé que fora d'ús, el forn de pa.
La construcció de la casa en aquest indret cal entendre-la estretament lligada amb l'edificació de la nova església de Besora al Pla de Teia.